# Bronzo iberico del sud-ovest

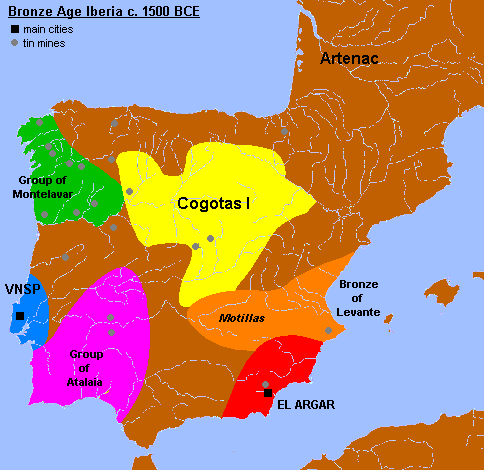
L' "orizzonte di Atalaia" (1500-1100 a.C.) costituisce l'apogeo di questa cultura

Il bronzo iberico del sud-ovest è il nome con cui viene denominato un aspetto culturale dell'età del bronzo (1900-700 a.C.) diffusosi nel Portogallo meridionale e nelle adiacenti aree della Spagna sud-occidentale (Huelva, Siviglia, Estremadura). Rimpiazzò le culture megalitiche e proto-urbane che esistevano in precedenza nello stesso territorio durante il calcolitico.
Questa nuova cultura era caratterizzata dalle sepolture individuali entro cisti , segno di influenze culturali argariche, nelle quali il defunto veniva inumato assieme ad armi (principalmente pugnali) in bronzo . Molto più raro è un tipo di sepoltura a tumulo, probabilmente questa particolare forma sepolcrale era riservata ai membri dell'élite di queste popolazioni. Sebbene meno comune rispetto alle epoche precedenti, è attestata ancora in questa fase storica la sepoltura di tipo collettivo, un esempio è la necropoli de Las Cumbres presso Cadice dove in una grotta artificiale sono stati rinvenuti i resti di 24-25 individui accompagnati da oggetti in rame arsenicato e in bronzo e da ceramiche campaniformi.
Successivamente in quest'area si sviluppò la civiltà tartessica.

## Fasi
Il bronzo iberico del sud-ovest viene suddiviso in tre fasi principali:
- Orizzonte di Ferradeira: 1900-1500 a.C.
- Orizzonte di Atalaia: 1500-1100 a.C.
- Orizzonte di Santa Vitoria: 1100-700 a.C.

## Paleogenetica
È stato analizzato il DNA antico di tre uomini provenienti dai siti archeologici di Monte do Gato de Cima 3 e Torre Velha 3 (datati al secondo quarto del II millennio a.C.); le componenti autosomiche erano circa il 55% di primi agricoltori europei e circa il 45% di cacciatori-raccoglitori occidentali.